# The Gate (film, 1987)
Série
Gate II
(1990)
Pour plus de détails, voir Fiche technique et Distribution.
The Gate ou La Fissure au Québec, est un film américain de Tibor Takács, sorti en 1987.
Le film débute lors d'un terrible orage, où un arbre se retrouve entièrement déraciné et le jeune Glen découvre alors sous le tronc arraché situé dans son jardin une mystérieuse boule. Aidé de son meilleur ami Terry, il délivre sans le savoir une horde de petits gremlins du trou laissé en lieu et place de l'arbre. S'ensuit un classique combat entre le bien et le mal où Glen, Terry et Alexandra, la sœur aînée de Glen, auront du mal à surmonter le cauchemar de l'enfer sortant littéralement de la Terre.

## Synopsis
Glen, douze ans, fait un cauchemar où il trouve sa maison abandonnée, puis rentre dans sa cabane dans les arbres pour qu'elle soit frappée par la foudre et s'effondre. Quand il se réveille, il découvre que dans son jardin, des ouvriers ont abattu le même arbre de son cauchemar et ont déterré une grande géode qui est retrouvée plus tard par Glen et son ami aîné Terry. Glen attrape un éclat et laisse une petite quantité de sang derrière lui.
Les parents de Glen quittent la ville pendant trois jours et confient la responsabilité à sa sœur Alexandra ("Al"), âgée de 15 ans. Pendant qu'Al organise une fête, Terry et Glen ouvrent la géode après avoir découvert qu'elle a laissé d'étranges écritures sur un bloc-notes et lisent les incantations à haute voix. Ils descendent au moment où les fêtards jouent à un jeu de lévitation. Tout le monde est choqué quand ils font léviter Glen.
Cette nuit-là, Glen voit le mur de sa chambre s'étirer et Terry aperçoit une apparition de sa mère décédée qui s'avère être le chien de Glen, Angus, qui en meurt. Le lendemain, Terry apporte un disque de heavy metal chez Glen avec des paroles basées sur "The Dark Book". Il croit que le trou dans le jardin de Glen est une porte d'entrée vers un domaine de dieux maléfiques et suppose que leurs actions l'ont ouvert. Il conclut que le seul élément manquant serait de déposer un sacrifice dans le trou. À leur insu, un ami d'Al jette le corps d'Angus dans le trou, complétant ainsi l'invocation. Après avoir lu une section du "Livre Noir" qui est censée fermer la porte, les garçons trouvent le trou fermé et supposent que leurs efforts ont réussi.
Cette nuit-là, un essaim de mites brise la fenêtre de la chambre de Glen et le cadavre d'Angus est retrouvé dans le lit de Terry. Des bras démoniaques tentent de tirer Al sous son lit ; Terry et Glen la sauvent à peine. Ils tentent de fuir la maison, mais sont accueillis à l'extérieur par les parents de Glen et Al, en réalité des démons déguisés. De retour à la maison, Al se porte volontaire pour inspecter la cour, mais les autres la voient grouillant de petits démons et la rappellent. Terry conduit tout le monde au sous-sol pour récupérer "Le Livre Noir", mais il s'enflamme. Ils tentent ensuite d'arrêter les créatures en lisant la Bible. Terry lit le Psaume 59 et le trou commence à se fermer, mais il glisse et tombe dans le trou. Terry est attaqué par les petits démons avant qu'Al et Glen ne le retirent. Terry lit la Genèse, puis jette la Bible dans le trou, provoquant une explosion qui semble sceller le trou.
Cette nuit-là, un mur s'ouvre et le cadavre d'un ouvrier du bâtiment tombe (Terry avait déjà menti à Glen en disant que lorsque sa maison avait été construite, l'un des ouvriers était mort et les autres ouvriers l'avaient enfermé dans un mur). L'ouvrier entraîne Terry contre le mur, qui se scelle derrière lui. A l'étage, Al remarque une image floue de l'ouvrier du bâtiment dans son miroir avant que Glen ne fasse irruption dans sa chambre. Al lance une chaîne stéréo sur l'ouvrier du bâtiment et il se désintègre en dizaines de petits démons. Al maintient la porte de la chambre fermée pendant que Glen descend les escaliers pour trouver l'arme de leur père. Une version démoniaque de Terry apparaît, se mordant la main avant qu'Al ne poignarde Terry dans l'œil. Al et Glen se cachent dans un placard, mais l'ouvrier du bâtiment brise un mur intérieur et entraîne Al.
Glen se rend compte que Terry et Al représentent les deux sacrifices humains qui ouvriraient complètement la porte. Il se rend également compte que la fusée qu'il avait offerte à Al pour son anniversaire, symbole d'amour, de lumière et de pureté, pourrait arrêter l'ascension des Dieux très anciens. Il monte à l'étage alors que le sol s'effondre, révélant un gouffre sous la maison. Glen tente de lancer la fusée, mais ses allumettes continuent d'exploser. Le vent aspire Glen dans le hall, où un démon serpentin géant émerge. Le démon tapote la tête de Glen et lui touche la main avant de retourner dans le trou. Glen découvre que le toucher du démon a placé un œil dans la paume de sa main. Il poignarde l'œil, puis lutte pour descendre l'escalier, moment auquel le démon réapparaît. Glen utilise un lanceur alimenté par batterie pour tirer sa fusée sur le démon, le faisant exploser.
Angus émerge du placard alors, apparemment revenu à la vie. Il est suivi par Terry et Al, également indemnes. Plus tard, les enfants se demandent comment expliquer les ruines de la maison à leurs parents.

## Fiche technique
- Titre original : The Gate
- Titre français[1] : The Gate
- Titre québécois : La Fissure
- Réalisation : Tibor Takács
- Scénario : Michael Nankin
- Décors : Jeff Cutler et Marlene Graham
- Costumes : Trysha Bakker
- Photographie : Thomas Vámos
- Montage : Rit Wallis
- Musique : Michael Hoenig et J. Peter Robinson
- Production : Andras Hamori et John Kemeny
- Sociétés de production : Alliance Entertainment, Gate Productions, New Century Entertainment Corporation & The Vista Organisation
- Pays d'origine : États-Unis
- Format : Couleurs - 1,85:1 - Stéréo - 35 mm
- Genre : horreur, fantastique, thriller
- Durée : 85 minutes
- Classification :
  - PG-13 aux USA ;
  - Accord Parental souhaitable lors de sa sortie en France.
- Dates de sortie ciné : 
  -  États-Unis :  15 mai 1987
  -  France : 28 mai 1987
  - DVD : Le 23 août 2007 (Uniquement en VF)

## Distribution
Légende : Version Québécoise = VQ
- Stephen Dorff (VQ : Olivier Visentin) : Glen
- Christa Denton (VQ : Johanne Garneau) : Alexandra
- Louis Tripp : Terrence « Terry » Chandler
- Kelly Rowan : Lori Lee
- Jennifer Irwin (VQ : Violette Chauveau) : Linda Lee
- Deborah Grover (VQ : Claudine Chatel) : Maman
- Scot Denton (VQ : Jean-Luc Montminy) : Papa
- Ingrid Veninger : Paula
- Sean Fagan (VQ : Daniel Lesourd) : Eric
- Linda Goranson : mère de Terry (dans un rêve)
- Carl Kraines : l'ouvrier
- Andrew Gunn : Brad
- Randy Kamula : figurant 1
- Peter Cox : figurant 2
- Leslie Munro : figurant 3

## Distinctions

### Récompenses
Golden Reel Award 1988
- Young Artist Award 1988 : Meilleure jeune actrice dans un film d'horreur pour Christa Denton

Nominations
- Saturn Award du meilleur jeune acteur 1988 pour Stephen Dorff

## Autour du film
- Le tournage s'est déroulé à Los Angeles.
- Une suite est sortie en 1990 sous le titre Gate II, réalisé par Tibor Takács lui-même.